# لنزینگ
لنزینگ (به آلمانی: Lenzing) شرکت صنایع شیمیایی اتریشی است، که در زمینه تولید پارچه، منسوجات بی‌بافت، الیاف، پلاستیک و بسپار فعالیت می‌کند. تمرکز اصلی این شرکت در تولید محصولات شیمیایی بر پایه فیبر می‌باشد.
دفتر مرکزی شرکت لنزینگ در شهر لنزینگ، اتریش قرار دارد و دفاتر بین‌المللی آن در کشورهای ایالات متحده آمریکا، اندونزی، بریتانیا، آلمان و جمهوری چک مستقر می‌باشند.